# Ensemble Kapellenstraße (Hohenwart)

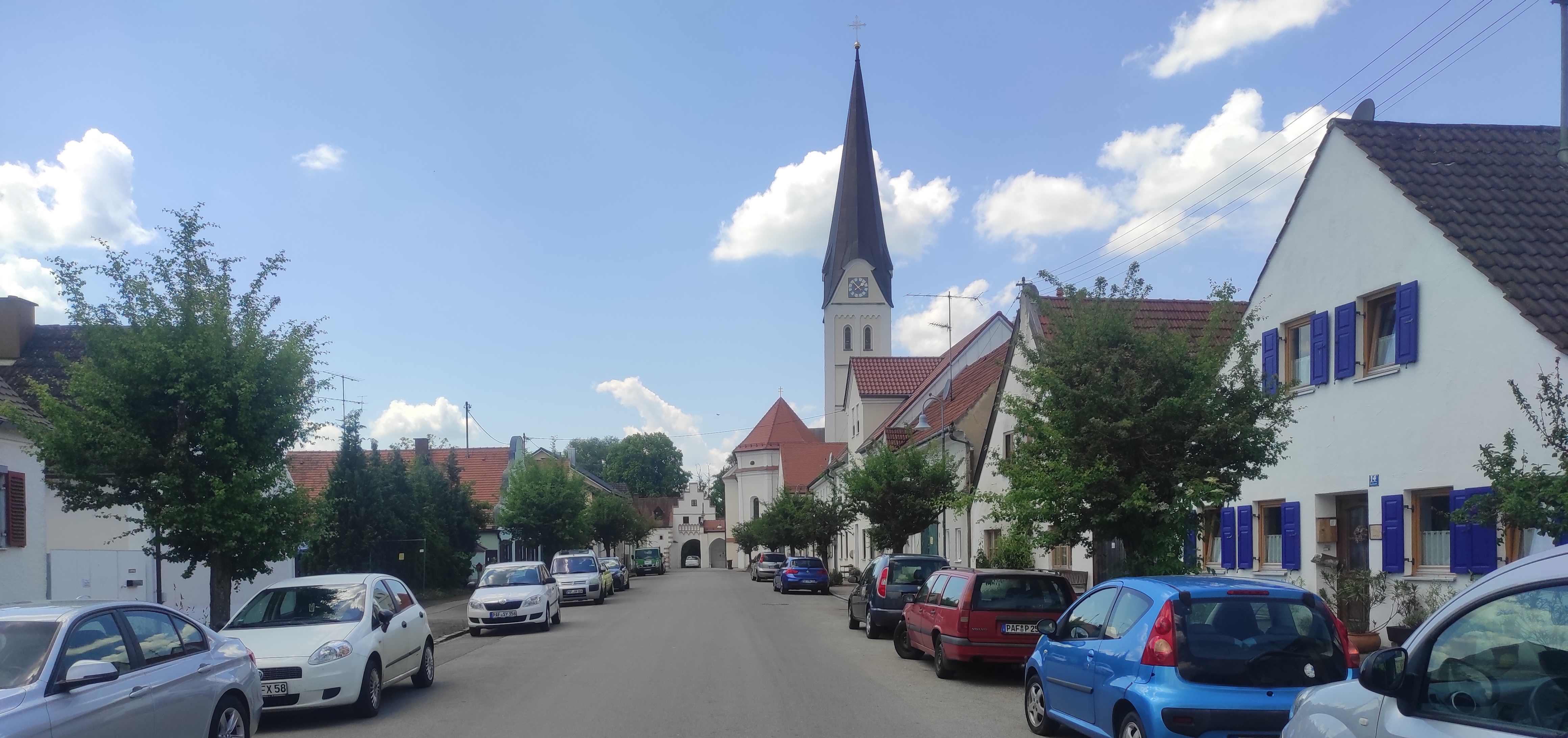
Kapellenstraße mit Blick auf Marktkirche und Torbogen

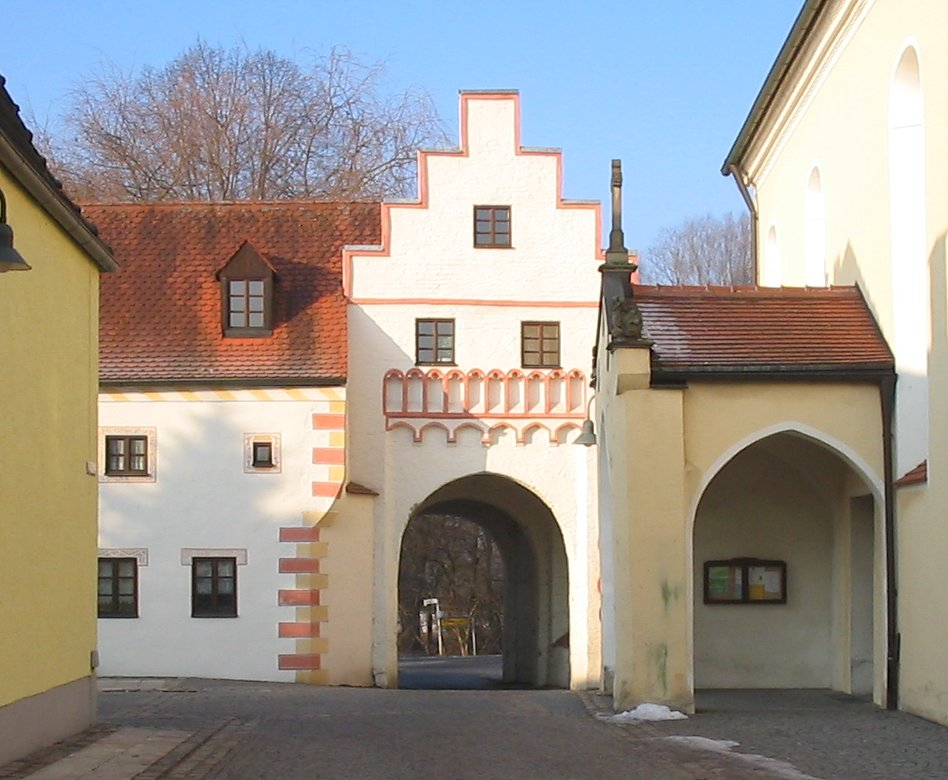
Torhaus und ehemaliges Siechenhaus in Hohenwart

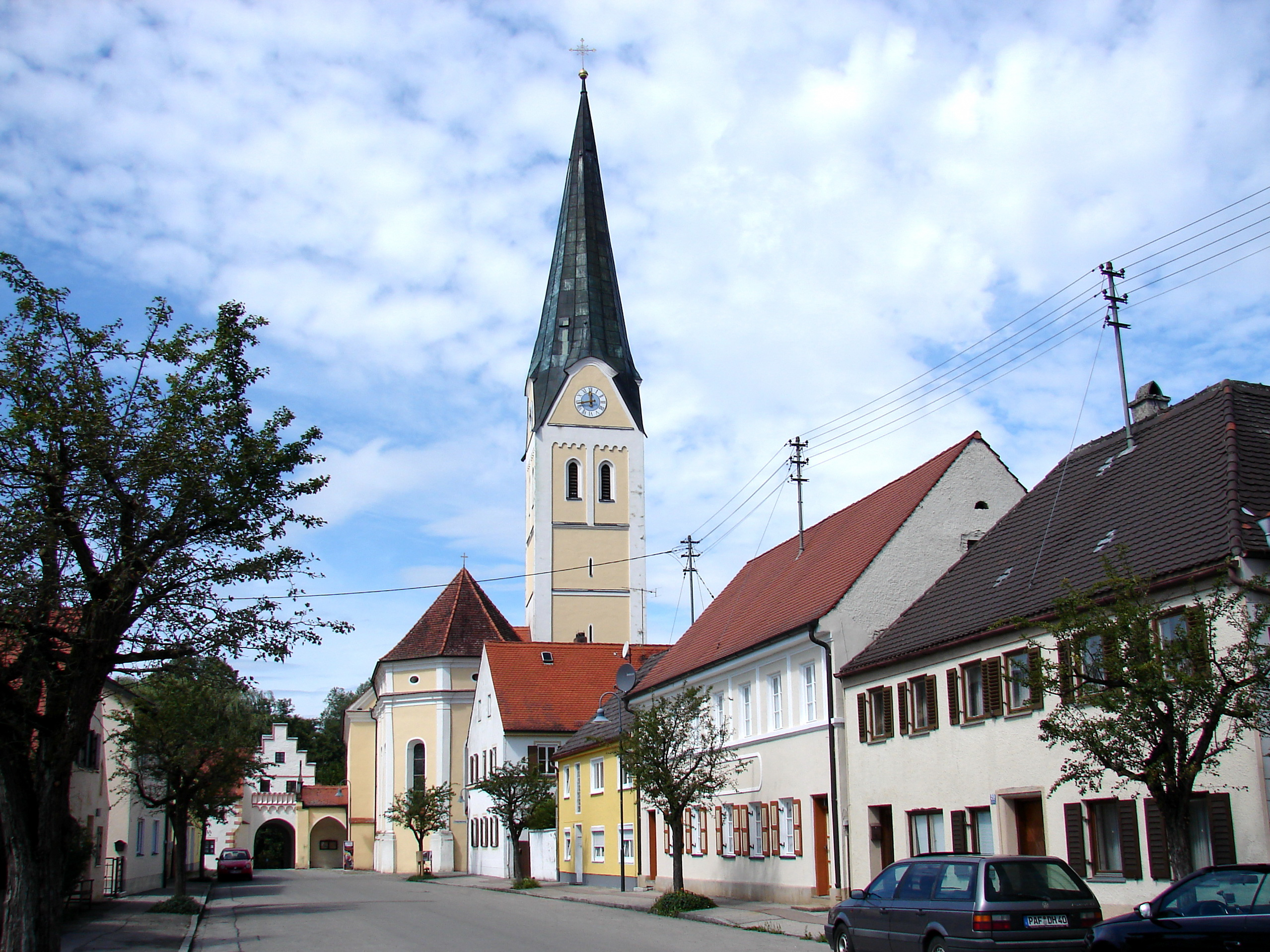
Kirche Mariä Verkündigung

Das Ensemble Kapellenstraße in Hohenwart, einer Marktgemeinde im oberbayerischen Landkreis Pfaffenhofen an der Ilm, ist ein Bauensemble, das unter Denkmalschutz steht.

## Beschreibung
Es umfasst die platzartige Erweiterung im Nordwesten der Kapellenstraße mit seiner umgebenden Bebauung. Diese reicht im Westen bis zur ehemaligen Befestigung von Hohenwart und wird von der katholischen Pfarrkirche Mariä Verkündigung mit dem angebauten Torhaus und dem ehemaligen Siechenhaus abgeschlossen.
Der Marktort ist eng mit dem 1074 gegründeten, ehemaligen Benediktinerinnenkloster Hohenwart verbunden, vor dem sich bald eine kleine Siedlung entwickelte. Diese wurde wahrscheinlich bei einem Brand zerstört und so entstand ab 1409 das heutige Hohenwart etwas südlich, am Fuß des Klosterbergs. 
Die Straßenfronten im Bereich der platzartig erweiterten Kapellenstraße werden von ein bis zweigeschossigen Satteldachbauten des 18. und 19. Jahrhunderts gebildet. Durch unterschiedliche Gebäudebreiten, Stockwerks- und Giebelhöhen, der zum Teil traufständigen und zum Teil giebelständigen Häuser, wird der Eindruck von Vielfalt vermittelt. 
Das Straßenbild beherrscht die Pfarrkirche Mariä Verkündigung mit ihrem aus der ersten Hälfte des 15. Jahrhunderts stammenden Turm.

## Einzeldenkmäler
- Kapellenstraße 12: Bürgerhaus
- Kapellenstraße 15: Bürgerhaus
- Kapellenstraße 16: Wohnhaus
- Kapellenstraße 17: Bürgerhaus
- Kapellenstraße 18: Bürgerhaus

Siehe auch: Liste der Baudenkmäler in Hohenwart